# Taquitá
Taquità è un singolo della cantante brasiliana Claudia Leitte, pubblicato l'11 novembre 2016.